# San Juan de los Lagos
San Juan de los Lagos là một đô thị thuộc bang Jalisco, México. Năm 2005, dân số của đô thị này là 57104 người.